# Reynosia septentrionalis
Reynosia septentrionalis är en brakvedsväxtart som beskrevs av Ignatz Urban. Reynosia septentrionalis ingår i släktet Reynosia och familjen brakvedsväxter. Inga underarter finns listade i Catalogue of Life.